# Мохаммед Ахмед
Мохаммед Ахмед (англ. Mohammed Ahmed) (нар. 5 січня 1991) — канадський легкоатлет сомалійського походження, який спеціалузіється в бігу на середні та довгі дистанції, чемпіон Панамериканських ігор в бігу на 10000 метрів (2015), рекордсмен Канади.
На Олімпіаді-2012 був 18-м в фінальному забігу на 10000 метрів.
На наступній Олімпіаді в Ріо був четвертим в бігу на 5000 метрів та 32-м на дистанції 10000 метрів.
На чемпіонаті світу-2019 здобув «бронзу» на дистанції 5000 метрів та був шостим на вдвічі довшій дистанції.